# Khambaoprøret i 1934
Khamba-oprøret i 1934 var et oprør i de vestlige områder af Kham i Xikang mod den tibetanske regering og den sichuanske krigsherre Liu Wenhui. Det bestod af Khamba-stammefolk ledet af familien Pandatsang; to brødre i familien, Pandatsang Togbye og Pandatsang Rapga, var ledende i oprøret.

## Opstand
Pandatsang var en yderst rig Khampa-handelsfamilie med stor indflydelse i Kham. Familielederen var Nyigyal. Familiens tjenere sagde ofte "Sa spang mda 'gnam spang mda" "Jorden er Pangda, himlen er Pangdas." og "Jeg er forbundet med Pangda, hvad vil du gøre ved mig?". De stod bag oprøret mod Lhasa i 1934 og Tibets Forberingsparti.
Oprørets bagmand var Pandastang Togbye fra den rige og magtfulde Kham Pandatsang-familie.
Pandatsang Rapga var broder til Pandastang Togbye (også stavet Topgyay), som var en nær ven til Thubten Kunphela, som var fra Nyemo-området, der ligger mellem Shigatse og Lhasa, i Ü-Tsang. Delvist på grund af vrede over Kunphelas fald fra magten efter den 13. Dalai Lama Thubten Gyatsos død i 1934, organiserede Togbye et oprør mod den tibetanske regering i de områder, de kontrollerede i den vestlige del af Kham (det var omkring en tredjedel af hele Kham-regionen). Hans broder havde militær kontrol, mens Rapga var mere en "forsker". De havde til formål at i sidste ende angribe Lhasa, men måtte tage Chamdo først.
Han gjorde det i troen på, at mange munke fra Kham med oprindelse i de store klostre nær Lhasa ville støtte ham i dette projekt. Den tibetanske regering vidste, at oprøret stammede fra Kham-området. Hans bolig i Lhasa blev konfiskeret, men i sidste ende skete der forhandlinger. Årsagen var, at familien var den største eksportør af tibetansk uld til udlandet, og enhver yderligere hændelse kunne påvirke rådighedsmidler. Som følge af forhandlingsresultatet fulgte familiemedlemmerne ikke oprørene yderligere op.
Mens Kham-oprørerne flygtede fra de tibetanske regeringsstyrker, blev de tvunget til kamp mod både krigsherren i Sichuan, Liu Wenhui, og de kinesiske kommunistiske partistyrker, der var undervejs på Den lange march.
Rapga flygtede fra Kham til Kalimpong via Kanting og Nanking efter, at opstanden mislykkedes.
Grey Tuttle, en assisterende professor i moderne tibetanske studier, mener, at det var muligt, at Rapga "var en overbevist tilhænger af Sun Yat Sens politiske ideologi og havde oversat nogle af Suns vigtigere skrifter til tibetansk" under dette oprør.